# Geflügelklein

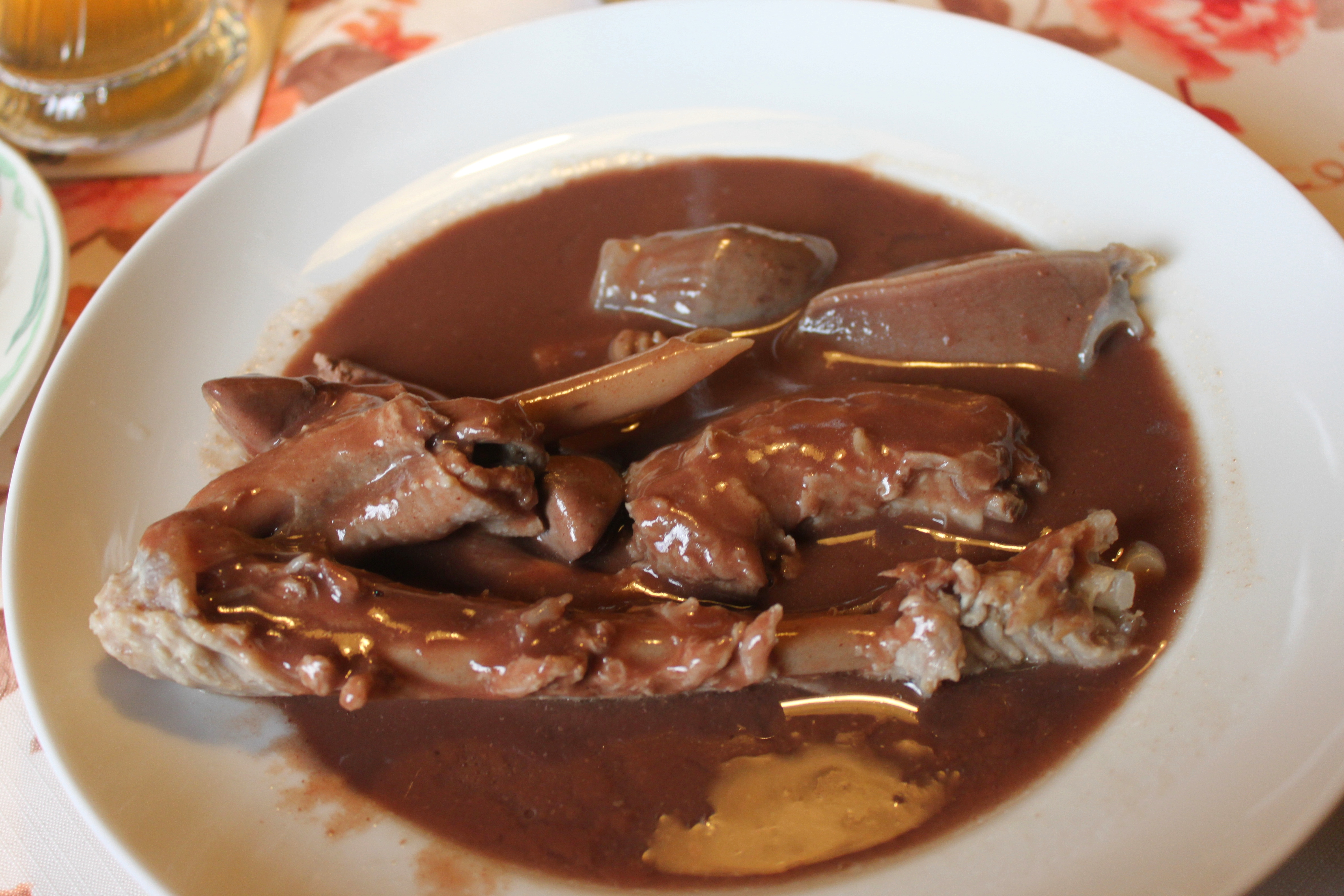
Gänseklein mit Blutsoße

Als Geflügelklein werden verschiedene kleinere Stücke vom Geflügel zusammengefasst. Die Bezeichnung richtet sich nach der Tierart: Hühnerklein, Gänseklein, Entenklein usw. Zum Geflügelklein gehören Magen und Herz, teils auch Leber, Flügel, Hals. Ursprünglich zählten auch Gänseköpfe und von Haut und Krallen befreite Gänsefüße dazu. Hühnerklein wird meist in Eintöpfen mit Teigwaren oder Reis verwendet. Gekochtes Gänseklein eignet sich auch als selbstständiges Gericht, von einem Teil der Brühe wird eine Geflügelrahmsauce zubereitet und separat mit Salzkartoffeln oder Reis gereicht.
Regional wird Enten- bzw. Gänseklein auch Entenjung bzw. Gansjung genannt.